# 陳丕顕
陳 丕顕（ちん ひけん、チェン・ピーシェン、1916年3月20日 - 1995年8月23日）は中華人民共和国の政治家。1929年に中国社会主義青年団、1931年に中国共産党に入党。
中華人民共和国建国後、蘇南区党委書記兼蘇南軍区政治委員に任命される。1952年に上海市党委員会第四書記、1954年に第二書記、1956年より市党委第一書記兼上海警備区第一政治委員に就任。1960年、中国共産党中央華東局書記、上海市政治協商会議主席。文化大革命では、奪権の最前線となった上海市のトップだったため、江青や張春橋によって曹荻秋市長と共に批判の対象となり、1967年1月に失脚。
1975年10月に上海市革命委員会副主任として復活。雲南省党委書記、湖北省党委第一書記などを経て、1982年9月の第12期1中全会で党中央書記処書記となり、10月には中央政法委員会書記に任命される。1983年、第6期全国人民代表大会常務委員会副委員長に選出される。しかし、兪強声事件が発生すると責任を取って全職務を辞任。1987年、党中央顧問委員会常務委員。
1995年8月23日、北京で死去。
第7期中央委員候補、第11期、第12期中央委員。
| 先代彭真 | 中央政法委員会書記1982年 - 1985年 | 次代喬石 |

| 先代陳毅 | 上海市党委第一書記1956年 - 1967年 | 次代張春橋 |